# Kaposszekcső
Kaposszekcső (vyslovováno [kapošsekčé], německy Secksching) je velká vesnice v Maďarsku v župě Tolna, spadající pod okres Dombóvár. Nachází se asi 4 km jihozápadně od Dombóváru. V roce 2015 zde žilo 1 512 obyvatel. Dle údajů z roku 2011 tvoří 87,2 % obyvatelstva Maďaři, 7,6 % Němci, 1,3 % Romové a 0,3 % Rumuni.
Sousedními vesnicemi jsou Csikóstőttős, Jágónak, Kapospula a Vásárosdombó, sousedním městem Dombóvár.